# Synagoge (Georgensgmünd)

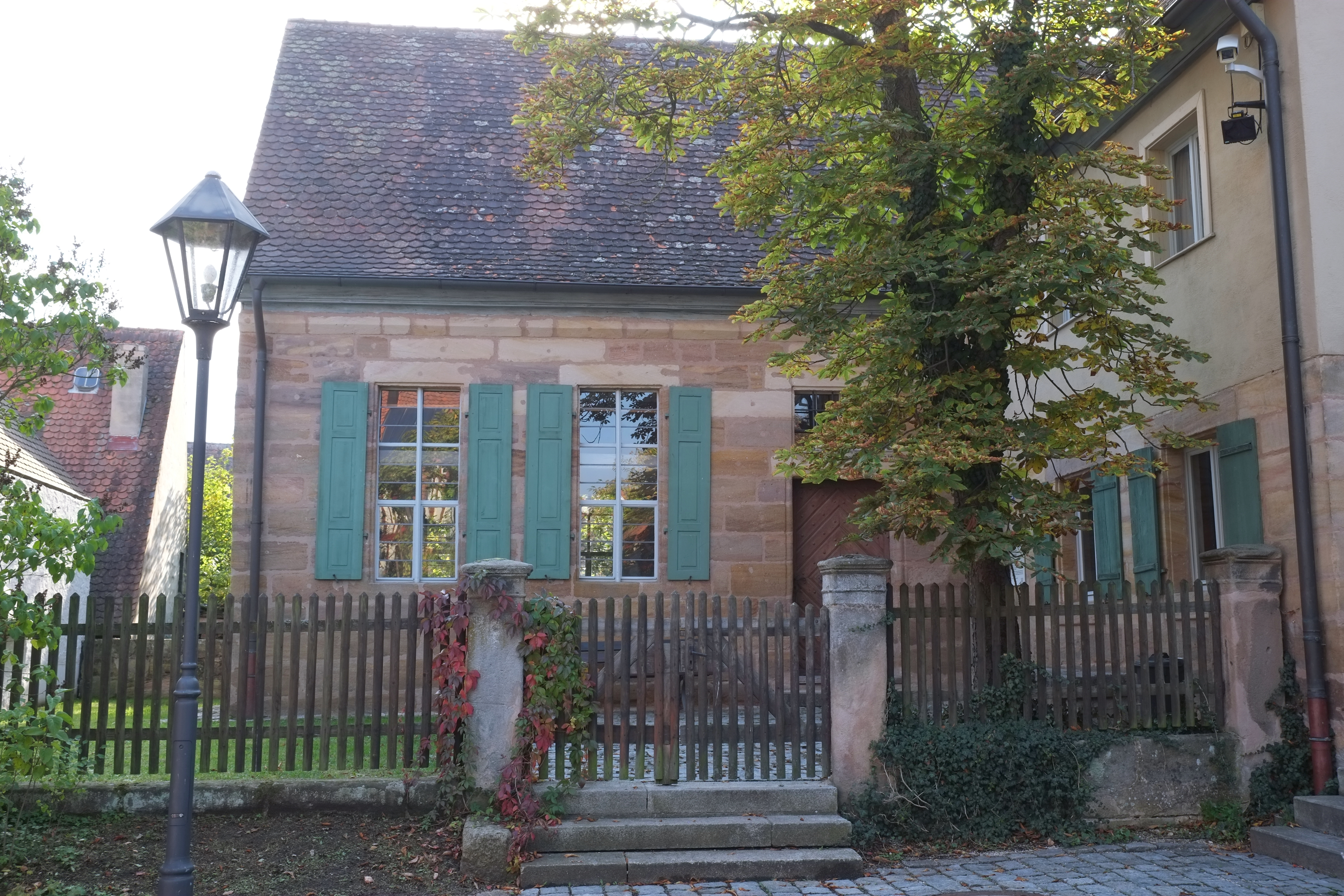
Synagoge und jüdisches Schulhaus (rechts) in Georgensgmünd

Die Synagoge in Georgensgmünd, einer Gemeinde im Landkreis Roth im bayerischen Regierungsbezirk Mittelfranken, wurde von 1733 bis 1735 errichtet. Die profanierte Synagoge mit der Adresse Am Anger 9 ist ein geschütztes Baudenkmal.

## Geschichte

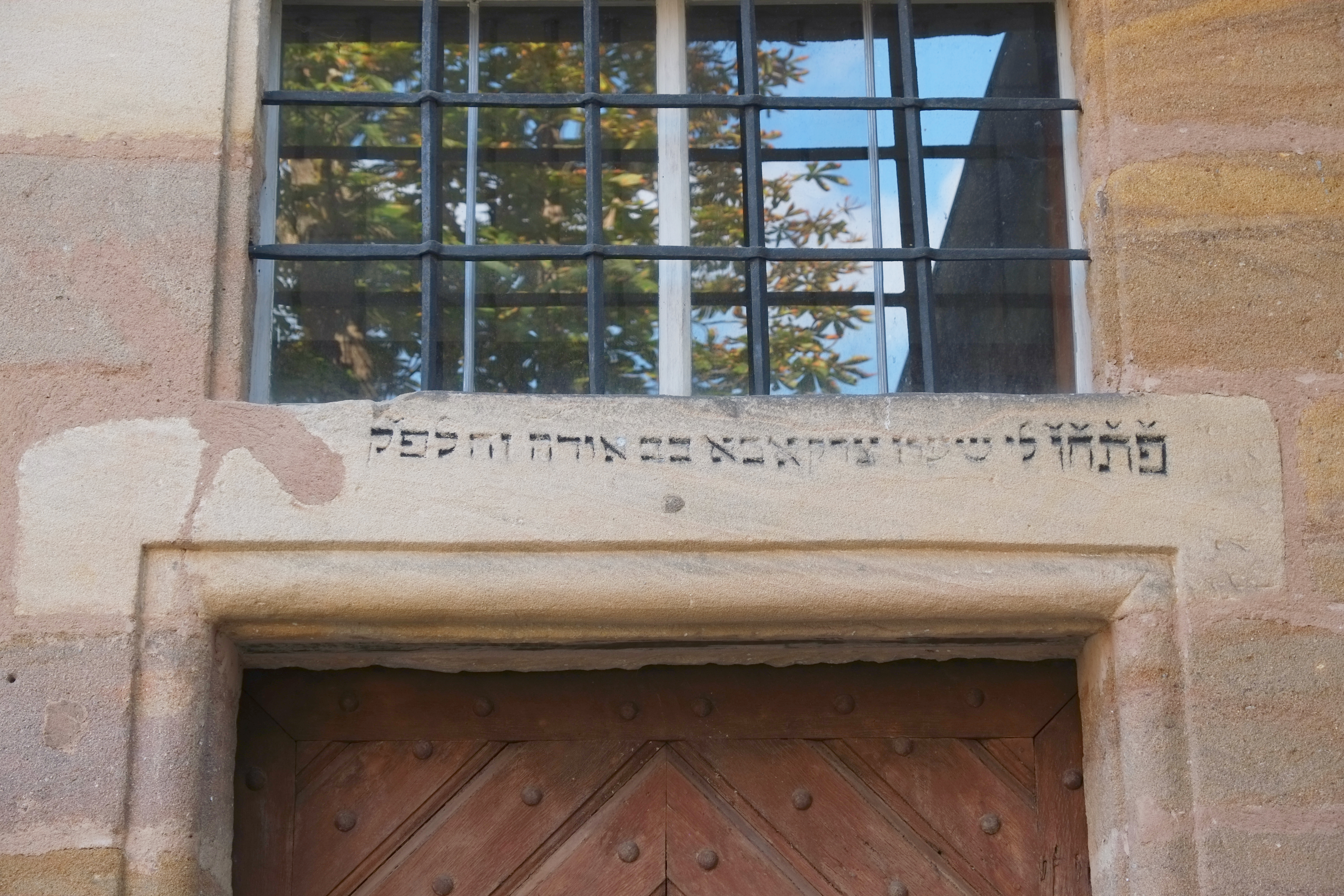
Inschrift auf dem Türsturz

Eine frühere Synagoge soll im Lauf des Dreißigjährigen Krieges zerstört worden sein. Ab 1681 wurde als Betsaal ein Raum im Haus des Hajum Bärman genutzt. Dieser Betsaal wurde für die steigende Zahl der jüdischen Gemeindemitglieder bald zu klein. Deshalb erwarb 1729 die jüdische Gemeinde einen Bauplatz am Rande des Dorfes und erbaute dort von 1733 bis 1735 eine Synagoge unter der Bauleitung von Elieser Lipman, wie auf dessen Grabstein auf dem jüdischen Friedhof in Georgensgmünd vermerkt ist. Über dem Türsturz der Synagoge ist heute noch ein Chronogramm in hebräischer Schrift mit der Jahreszahl (5)494 zu sehen. Dies entspricht 1733/34 christlicher Zeitrechnung. Eine steile Treppe im hinteren Bereich des Betsaals führt zur Mikwe.
Die Synagoge überstand die Novemberpogrome 1938 unbeschadet, da sie bereits vorher verkauft worden war.
Im Jahr 1988 erwarb die Gemeinde Georgensgmünd das Synagogengebäude und ließ es mit Hilfe des Landkreises umfassend restaurieren. Nach Absprache mit der Gemeinde kann das Gebäude besichtigt werden.

## Beschreibung

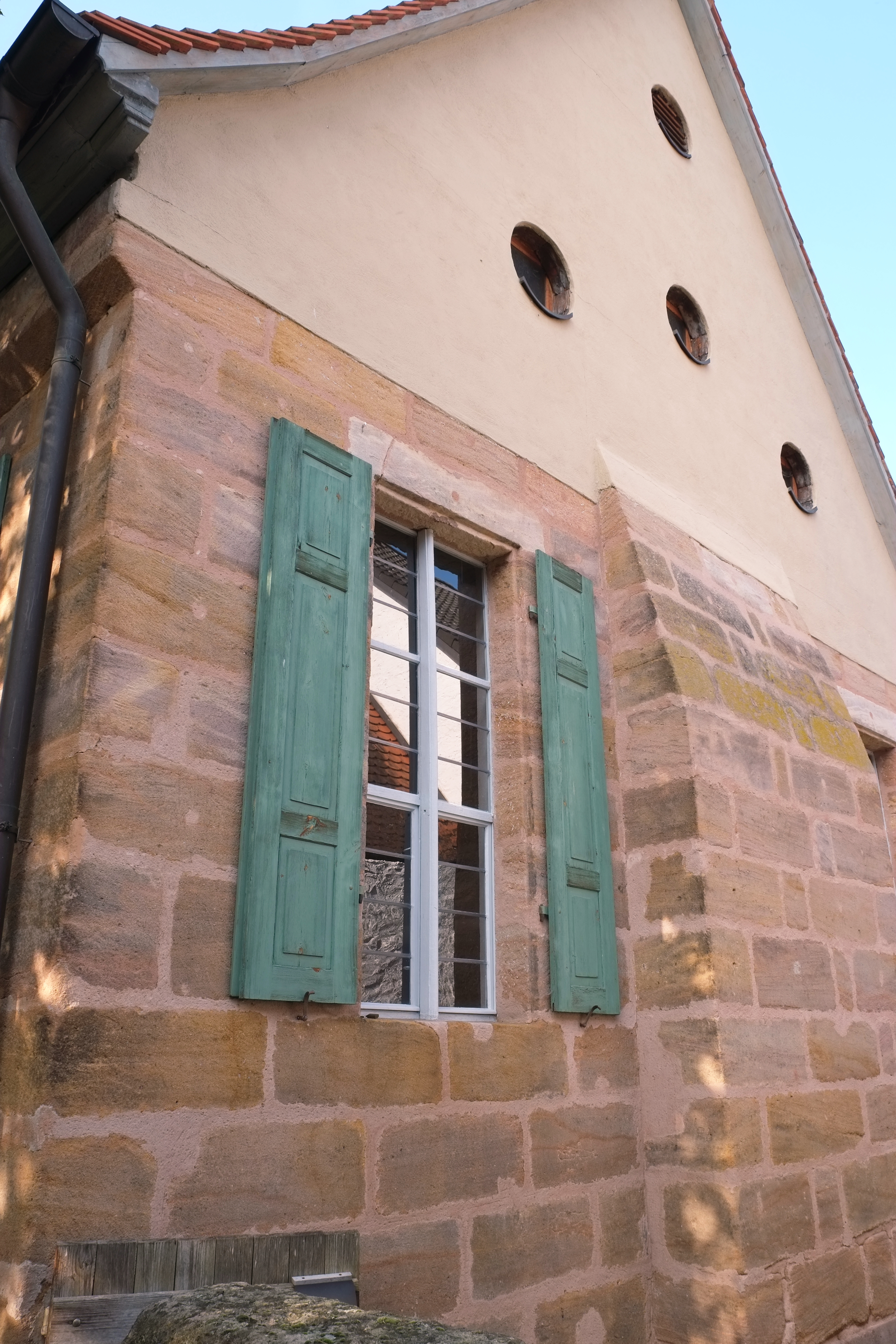
Südostwand mit Wandvorsprung des Toraschreins

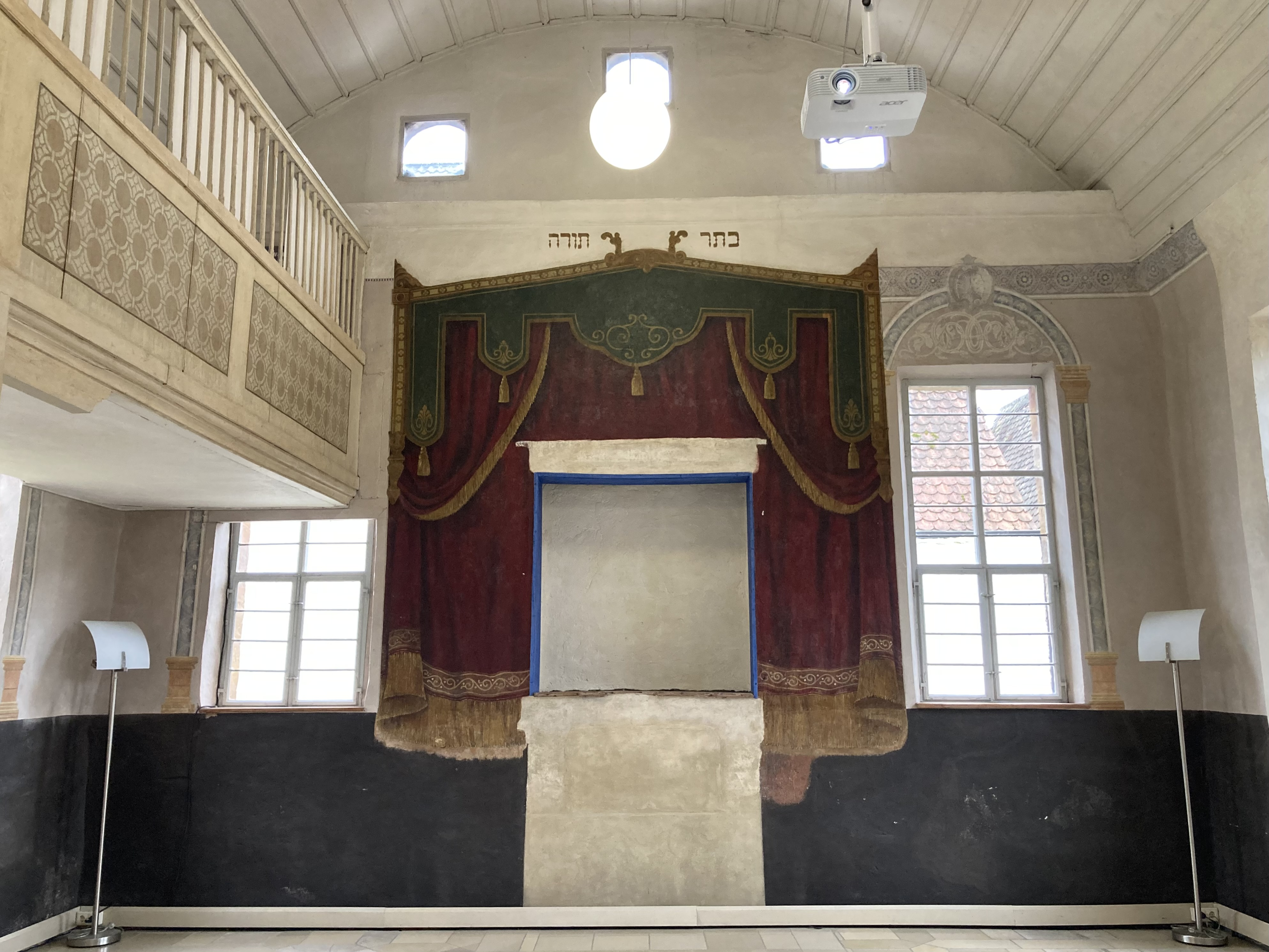
Innenraum, Blick in Richtung Toraschrein, links die Frauenempore

An die Synagoge wurde 1836 rechtwinklig das jüdische Schulhaus mit Lehrerwohnung angebaut. Zuvor stand an gleicher Stelle ein kleines Fachwerkhaus, das 1733/35 als Wohnhaus für den Vorsänger und Schochet erbaut worden war. Die Synagoge aus regionalem Sandstein besitzt Giebel aus verputztem Fachwerk. An den Längsseiten erhellen hohe Rechteckfenster den Betsaal, der durch den Männereingang vom kleinen Hof aus ohne Vorraum erreicht wird. Der Wandvorsprung an der Südostwand zeigt schon von außen die Lage des Toraschreins. Darüber befinden sich vier kleine Rundfenster. Der Innenraum wird von einer Segmenttonne überwölbt. In der ersten Hälfte des 19. Jahrhunderts wurde eine Frauenempore an der rückwärtigen Giebelseite über dem Abgang zur Mikwe und dem Vorraum mit Treppe zum Obergeschoss eingebaut. Die Empore war ehemals durch einen vergitterten Sichtschutz vom großen Betsaal der Männer abgetrennt. Bei den Restaurierungsarbeiten im Jahr 1988 wurde unter jüngeren Farbschichten die originale Wandmalerei aus der Erbauungszeit entdeckt. Eine größere bemalte Fläche hat sich an der Südwestwand erhalten. Hier wird in hebräischer Schrift, von pflanzlichen Motiven geschmückt, dem Markgrafen Karl Wilhelm Friedrich und seiner Frau Friederike Luise gehuldigt. Die Wandmalereien der Synagoge werden Eliezer Sussmann zugeschrieben, der mehrere Synagogen in Süddeutschland ausgemalt hat.

## Geniza
Im Jahr 1987 wurde im Dachstuhl der Synagoge eine Geniza entdeckt. Die Fundstücke (religiöse Bücher, Gebetsriemen, Toramäntel, Mesusot, Schulhefte u. a.) befinden sich im Gemeindearchiv von Georgensgmünd.